# Actinote cyanea
Actinote cyanea är en fjärilsart som beskrevs av Jordan 1913. Actinote cyanea ingår i släktet Actinote och familjen praktfjärilar. Inga underarter finns listade i Catalogue of Life.